# Laxmirani Majhi
Laxmirani Majhi (26 gennaio 1989) è un'ex arciera indiana.
Specialista dell'arco olimpico, ha partecipato ai giochi olimpici di Rio de Janeiro 2016 ed ha vinto un argento ai Campionati mondiali di tiro con l'arco 2015 ed uno ai Campionati asiatici di tiro con l'arco 2015, in entrambi i casi nella gara a squadre femminile.

## Biografia

### Giochi asiatici
Laxmirani Majhi prese parte al torneo di tiro con l'arco dei XVII Giochi asiatici disputati ad Incheon nel 2014. Nell'individuale femminile, il 15º posto nel turno di qualificazione le garantì l'accesso alla fase ad eliminazione diretta, poiché seconda tra le atlete indiane (il regolamento dei giochi asiatici prevede che non più di due atlete per paese possano passare il turno). Nella fase a eliminazione diretta raggiunse i quarti di finale dove venne eliminata dalla sudcoreana Chang Hye-jin.
Fu, assieme a Deepika Kumari e Bombayla Devi Laishram, tra le tre arciere indiane che parteciparono alla gara a squadre femminile e che sfiorarono il podio. Furono quinte nel round di qualificazione, e nella fase a eliminazione diretta superarono Uzbekistan e Taipei Cinese, prima di essere sconfitte dalla Corea del Sud in semifinale e il Giappone nella finalina per il bronzo.
Quattro anni più tardi a Giacarta, ai XVIII Giochi asiatici, disputò solo il torneo individuale: giunse quarantaquattresima nelle qualificazioni e quarta tra le atlete indiane, mancando quindi l'accesso alla fase a eliminazione diretta.

### Campionati mondiali
Ha preso parte ai mondiali disputati in Danimarca, a Copenaghen, nel luglio 2015, sia nell'individuale che nella gara a squadre femminile.
Nella gara individuale fu solo 52ª nel turno di qualificazione, ma arrivò a sfiorare il podio: ha eliminato nell'ordine la francese Solenne Thomas, l'italiana Natalia Valeeva, la cinese Wu Jiaxin e la georgiana Kristine Esebua e la messicana Alejandra Valencia prima di essere sconfitta in semifinale dalla taiwanese Lin Shih-chia e – nella finale per il bronzo – dalla sudcoreana Choi Mi-sun.
Nella gara a squadre femminile le arciere indiane (oltre alla Majhi, Deepika Kumari e Rimil Buryuli) vinsero invece la medaglia d'argento: nelle qualifiche furono decime, e nella fase ad eliminazione diretta, ebbero la meglio su Germania, Colombia e Giappone, perdendo la finale contro la Russia.

### Campionati asiatici
Pochi mesi dopo la medaglia conquistata ai mondiali, Laxmirani Majhi partecipò anche ai campionati asiatici di tiro con l'arco. Nell'individuale, ottenne la sedicesima piazza nelle qualificazioni, venendo eliminata poi agli ottavi da Chang Hye-jin. Nella gara a squadre, assieme alle compagne Deepika Kumari e Bombayla Devi Laishram ottenne il terzo posto nelle qualificazioni, riuscendo a vincere poi l'argento, sconfitte solo nella finale dalle arciere sudcoreane.

### Giochi olimpici
Nel round di qualificazione a Rio de Janeiro 2016 è giunta al 43º posto, con 614 punti. Al primo turno è stata sconfitta dalla slovacca Alexandra Longova.
Nella gara a squadre le arciere indiane (la Majhi, Bombayla Devi Laishram e Deepika Kumari) giunsero fino ai quarti di finale: furono sconfitte dalla Russia al tie break.